# 德國國防軍陸軍第464教導師
德國國防軍陸軍第464教導師（德語：Ausbildungs-Division 464）是納粹德國國防軍陸軍的一個步兵師。該師於1942年9月組建。
該師組建時，稱為464號師（德語：Division Nr. 464），1944年末改編為第464替代師（德語：Ersatz-Division 464）。
1945年3月，該師改編為第464教導師，並調至東線作戰。
該師最後於1945年5月向美軍投降。

## 註腳
1. ↑  Mitcham（2007年）